# Larry Crockett
Larry Crockett, ameriški dirkač Formule 1, * 23. oktober 1926, Cambridge City, Indiana, ZDA, † 20. marec 1955, Langhorne, Pensilvanija, ZDA.

## Življenjepis
Crockett je pokojni ameriški dirkač, ki je leta 1954 sodeloval na ameriški dirki Indianapolis 500, ki je med letoma 1950 in 1960 štela tudi za prvenstvo Formule 1 in dosegel deveto mesto. Naslednjega leta 1955 se je smrtno ponesrečil na dirki v Langhornu.